# Berliner Illustrirte Zeitung
Berliner Illustrirte Zeitung (BIZ) a fost o revistă germană săptămânală fondată în anul 1891 de către Heppner & Co., în Berlin.
Publicația a avut o apariție regulată începând cu 4 ianuarie 1892. În 1894 revista a fost achiziționată de Editura Ullstein, care a făcut din acesta prima revistă cu răspândire de masă din Germania: la prețul de 10 pfenigi pe exemplar era accesibilă și muncitorilor cu salarii modeste. Revista a devenit disponibilă și pe bază de abonamente, cu difuzare gratuită, cititorii fiind atrași de designul interesant și de calitatea și cantitatea ilustrațiilor: în 1902 fotografiile au apărut nu numai pe copertă, dar și în interiorul revistei, ceea ce constituia o premieră într-o epocă în care majoritatea ilustrațiilor erau încă reprezentate de gravuri. Succesul revistei a fost atât de mare încât până la începutul Primului Război Mondial tirajul a ajuns la un million de exemplare, marcând trecerea către o cultură de mase mai vizuală și deci mai accesibilă. Arta fotografică promovată de BIZ nu a fost numai mai accesibilă publicului larg, dar a dat și o tentă de autenticitate mesajului transmis prin imaginea fotografică.
La sfârșitul Republicii de la Weimar BIZ a ajuns la un tiraj săptămânal de aproape două milioane de exemplare (1.800.000 în 1928), cu distribuire și în afara Germaniei. Această distribuire pe scară largă a fost posibilă prin utilizarea în perioada 1926-1931 a avioanelor aflate în proprietatea editurii, apoi a celor aparținând companiei Lufthansa.
În 1934 regimul nazist a confiscat afacerile familiei Ullstein din cauza originii evreiești a acesteia, editurii schimbându-i-se numele (Deutscher Verlag) în 1937. BIZ a devenit astfel unul din instrumentele de propagandă a regimului. În 1941, denumirea revistei a fost adaptată ortografiei curente: tradiționalul “Illustrirte” (specific epocii în care revista a apărut pentru prima dată) a devenit „Illustrierte”. Revista a continuat să apară în mod regulat până la sfârșitul celui de-al Doilea Război Mondial – ultimul număr a fost editat în 29 aprilie 1945.